# Hrvatski nogometni kup 2020/21
Der Hrvatski nogometni kup 2020/21 war der 30. Wettbewerb um den kroatischen Fußballpokal nach der Loslösung des kroatischen Fußballverbandes aus dem jugoslawischen Fußballverband.

## Modus
In allen Runden wurden die Sieger in einem Spiel ermittelt. Stand es nach der regulären Spielzeit von 90 Minuten unentschieden, kam es zur Verlängerung von zweimal 15 Minuten und falls danach immer noch kein Sieger feststand zum Elfmeterschießen.

## Teilnehmer
An der Vorrunde
- 21 Sieger des Bezirkspokals
- 11 Finalisten des Bezirkspokals aus den Fußballverbänden mit der größten Anzahl registrierter Fußballclubs

| Bezirk              | Sieger                        | Finalist                 |
| ------------------- | ----------------------------- | ------------------------ |
| Bjelovar-Bilogora   | NK Mladost Ždralovi           | NK Bjelovar              |
| Brod-Posavina       | NK Sloga Nova Gradiška        | NK Oriolik               |
| Dubrovnik-Neretva   | NK GOŠK Dubrovnik             |                          |
| Istrien             | NK Rudar Labin                | NK Pazinka Pazin         |
| Karlovac            | NK Karlovac                   |                          |
| Koprivnica-Križevci | NK Tehnika Koprivnica         | NK Ferdinandovac         |
| Krapina-Zagorje     | NK Gaj Mače                   |                          |
| Lika-Senj           | NK Lika 95 Korenica           |                          |
| Međimurje           | NK Polet Sveti Martin na Muri | NK Rudar Mursko Središće |
| Osijek-Baranja      | NK Belišće                    | NK BSK Bijelo Brdo       |
| Požega-Slawonien    | NK Slavonija Požega           |                          |

| Bezirk               | Sieger                       | Finalist           |
| -------------------- | ---------------------------- | ------------------ |
| Primorje-Gorski      | NK Crikvenica                |                    |
| Sisak-Moslavina      | GŠNK Mladost Petrinja        | HNK Segesta Sisak  |
| Split-Dalmatien      | NK Croatia Zmijavci          |                    |
| Šibenik-Knin         | NK Mladost Tribunj           |                    |
| Varaždin             | NK Varaždin                  | NK Ivančica Ivanec |
| Virovitica-Podravina | NK Papuk Orahovica           | NK Virovitica      |
| Vukovar-Syrmien      | NK Graničar Županja          | NK Dilj Vinkovci   |
| Zadar                | HNK Primorac Biograd na Moru |                    |
| Stadt Zagreb         | NK Sesvete                   |                    |
| Zagreb               | NK Kurilovec                 | HNK Gorica         |

Am Sechzehntelfinale
- Die 16 punktbesten Vereine der Fünfjahres-Pokalwertung. (63 Punkte für den Pokalsieger, 31 für den unterlegenen Finalisten, 15 für die Halbfinalisten, 7 für die Viertelfinalisten, 3 für die Achtelfinalisten und 1 Punkt für die Sechzehntelfinalisten.)

| - 1. Dinamo Zagreb (251) - 2. HNK Rijeka (171) - 3. Hajduk Split (75) - 4. NK Slaven Belupo (51) | - 5. RNK Split (48) - 6. NK Osijek (47) - 7. Lokomotiva Zagreb (43) - 8. Inter Zaprešić (37) | - 09. NK Istra 1961 (23) - 10. NK Vinogradar Lokošin Dol (19) - 11. NK Zadar (17) - 12. HNK Šibenik (15) | - 13. Cibalia Vinkovci (13) - 14. NK Zagreb (13) - 15. NK Rudeš (10) - 16. NK Novigrad (9) |

## Ergebnisse

### Vorrunde
| Datum      |                          | Ergebnis  |                               |
| ---------- | ------------------------ | --------- | ----------------------------- |
| 08.09.2020 | HNK Segesta Sisak        | 3:4       | NK Croatia Zmijavci           |
| 08.09.2020 | NK Bjelovar              | 0:5       | NK Varaždin                   |
| 09.09.2020 | NK Oriolik               | 2:1       | NK Karlovac                   |
| 09.09.2020 | NK Kurilovec             | 4:0       | NK Papuk Orahovica            |
| 09.09.2020 | NK Dilj Vinkovci         | 1:0       | NK Virovitica                 |
| 09.09.2020 | NK Pazinka Pazin         | 0:2       | NK Crikvenica                 |
| 09.09.2020 | NK Graničar Županja      | 1:0       | NK Slavonija Požega           |
| 09.09.2020 | NK GOŠK Dubrovnik        | 4:2       | NK BSK Bijelo Brdo            |
| 09.09.2020 | HNK Gorica               | 1:0       | NK Belišće                    |
| 09.09.2020 | NK Rudar Labin           | 2:0 n. V. | HNK Primorac Biograd na Moru  |
| 09.09.2020 | NK Gaj Mače              | 20:20     | NK Lika 95 Korenica           |
| 09.09.2020 | NK Sloga Nova Gradiška   | 0:3       | NK Sesvete                    |
| 09.09.2020 | NK Mladost Tribunj       | 0:2       | NK Polet Sveti Martin na Muri |
| 09.09.2020 | NK Mladost Ždralovi      | 3:1       | GŠNK Mladost Petrinja         |
| 09.09.2020 | NK Ferdinandovac         | 3:1       | NK Ivančica Ivanec            |
| 09.09.2020 | NK Rudar Mursko Središće | 3:0       | NK Tehnika Koprivnica         |

### Sechzehntelfinale
| Datum      |                               | Ergebnis  |                           |
| ---------- | ----------------------------- | --------- | ------------------------- |
| 26.09.2020 | NK Ferdinandovac              | 1:7       | Dinamo Zagreb             |
| 29.09.2020 | NK Rudar Mursko Središće      | 0:9       | NK Slaven Belupo          |
| 30.09.2020 | NK Kurilovec                  | 6:0       | NK Vinogradar Lokošin Dol |
| 06.10.2020 | NK Graničar Županja           | 1:2       | Hajduk Split              |
| 06.10.2020 | NK Crikvenica                 | 1:5       | NK Osijek                 |
| 07.10.2020 | NK Dilj Vinkovci              | 0:6       | HNK Rijeka                |
| 07.10.2020 | NK Gaj Mače                   | 2:3 n. V. | Lokomotiva Zagreb         |
| 07.10.2020 | NK Polet Sveti Martin na Muri | 0:2       | NK Istra 1961             |
| 07.10.2020 | NK Croatia Zmijavci           | 0:2 n. V. | HNK Šibenik               |
| 07.10.2020 | NK Oriolik                    | 1:0       | RNK Split                 |
| 07.10.2020 | NK GOŠK Dubrovnik             | 03:0 1    | NK Zadar                  |
| 07.10.2020 | NK Mladost Ždralovi           | 0:1 n. V. | NK Zagreb                 |
| 07.10.2020 | NK Sesvete                    | 3:4       | HNK Gorica                |
| 07.10.2020 | NK Novigrad                   | 1:3       | NK Rudeš                  |
| 10.10.2020 | NK Varaždin                   | 2:0       | Cibalia Vinkovci          |
| 11.10.2020 | NK Rudar Labin                | 2:0       | Inter Zaprešić            |

### Achtelfinale
| Datum      |                   | Ergebnis  |                   |
| ---------- | ----------------- | --------- | ----------------- |
| 14.11.2020 | NK Kurilovec      | 0:4       | NK Osijek         |
| 07.12.2020 | HNK Gorica        | 3:1       | Lokomotiva Zagreb |
| 16.12.2020 | NK Varaždin       | 1:2       | HNK Rijeka        |
| 16.12.2020 | NK Rudeš          | 0:2       | Dinamo Zagreb     |
| 21.02.2021 | NK Oriolik        | 1:0 n. V. | NK Rudar Labin    |
| 23.02.2021 | NK GOŠK Dubrovnik | 1:4       | NK Slaven Belupo  |
| 24.02.2021 | NK Zagreb         | 0:3       | Hajduk Split      |
| 24.02.2021 | HNK Šibenik       | 0:2       | NK Istra 1961     |

### Viertelfinale
| Datum      |               | Ergebnis |                  |
| ---------- | ------------- | -------- | ---------------- |
| 03.03.2021 | NK Oriolik    | 0:3      | NK Istra 1961    |
| 03.03.2021 | Dinamo Zagreb | 2:0      | NK Slaven Belupo |
| 03.03.2021 | NK Osijek     | 1:2      | HNK Rijeka       |
| 03.03.2021 | HNK Gorica    | 3:0      | Hajduk Split     |

### Halbfinale
| Datum      |               | Ergebnis  |            |
| ---------- | ------------- | --------- | ---------- |
| 14.04.2021 | NK Istra 1961 | 3:2       | HNK Rijeka |
| 28.04.2021 | Dinamo Zagreb | 4:1 n. V. | HNK Gorica |

### Finale
| Dinamo Zagreb                                  | Dinamo Zagreb | NK Istra 1961 | NK Istra 1961 |
| ---------------------------------------------- | --- | --- | ------------- |
| Dinamo Zagreb                                  | \| 19. Mai 2021 in Stadion Radnik, Velika Gorica \| \| Ergebnis: 6:3 (3:0) \| \| Zuschauer: Unter Ausschluss der Öffentlichkeit \| \| Schiedsrichter: Duje Strukan \| \| Spielbericht \| | \| 19. Mai 2021 in Stadion Radnik, Velika Gorica \| \| Ergebnis: 6:3 (3:0) \| \| Zuschauer: Unter Ausschluss der Öffentlichkeit \| \| Schiedsrichter: Duje Strukan \| \| Spielbericht \| | NK Istra 1961 |
| Dinamo Zagreb                                  | Danijel Zagorac – Stefan Ristovski, Rasmus Lauritsen, Kévin Théophile-Catherine, Joško Gvardiol – Kristijan Jakić (61. Josip Mišić), Arijan Ademi – Luka Ivanušec (73. Marko Tolić), Lovro Majer (85. Lirim Kastrati), Mislav Oršić (85. Bartol Franjić) – Bruno Petković (61. Mario Gavranović) Cheftrainer: Damir Krznar | Ivan Lucic – Luka Hujber, Josip Šutalo, Josip Tomašević, Sergi González – Einar Galilea (64. Slavko Blagojević), Dino Halilović (64. Antonio Perera) – Šime Gržan (86. Mateo Lisica), Antonio Ivančić (70. Hassane Bandé), Matej Vuk (86. Josip Špoljarić) – Taichi Hara Cheftrainer: Danijel Jumić | NK Istra 1961 |
| Dinamo Zagreb                                  | 1:0 Mislav Oršić (6.) 2:0 Arijan Ademi (9.) 3:0 Lovro Majer (33.) 4:2 Josip Šutalo (59., Eigentor) 5:3 Mislav Oršić (76.) 6:3 Mario Gavranović (84.) | 3:1 Taichi Hara (53.) 3:2 Taichi Hara (54.) 4:3 Šime Gržan (64., Foulelfmeter) | NK Istra 1961 |
| Dinamo Zagreb                                  | Kristijan Jakić (20.), Arijan Ademi (61.), Kévin Théophile-Catherine (79.) | Einar Galilea (56.), Šime Gržan (80.), Antonio Perera (80.) | NK Istra 1961 |
| 19. Mai 2021 in Stadion Radnik, Velika Gorica  | | |               |
| Ergebnis: 6:3 (3:0)                            | | |               |
| Zuschauer: Unter Ausschluss der Öffentlichkeit | | |               |
| Schiedsrichter: Duje Strukan                   | | |               |
| Spielbericht                                   | | |               |

## Torschützenliste
| Rang | Spieler          | Verein                           | Tore |
| ---- | ---------------- | -------------------------------- | ---- |
| 1    | Taichi Hara      | NK Istra 1961                    | 6    |
|      | Luka Menalo      | Dinamo Zagreb (3) HNK Rijeka (3) | 6    |
|      | Martin Šaban     | NK Gaj Mače                      | 6    |
| 4    | Bruno Rihtar     | NK Gaj Mače                      | 5    |
| 5    | Arijan Ademi     | Dinamo Zagreb                    | 3    |
|      | Mihovil Geljić   | NK Sesvete                       | 3    |
|      | Tomislav Gudelj  | NK Croatia Zmijavci              | 3    |
|      | Filip Hodak      | NK Kurilovec                     | 3    |
|      | Miroslav Iličić  | NK Slaven Belupo                 | 3    |
|      | Davor Iskrić     | NK Gaj Mače                      | 3    |
|      | Kristijan Lovrić | HNK Gorica                       | 3    |
|      | Luka Matić       | NK GOŠK Dubrovnik                | 3    |
|      | Josip Mitrović   | HNK Gorica                       | 3    |
|      | Robert Murić     | HNK Rijeka                       | 3    |
|      | Luka Sedlaček    | NK Kurilovec                     | 3    |